# Philipp Scheidemann
Philipp Heinrich Scheidemann (Kassel, 26 luglio 1865 – Copenaghen, 29 novembre 1939) è stato un politico tedesco, cancelliere del Reich nel 1919 e sindaco di Kassel dal 1919 al 1925.

## Biografia
Giornalista, fu eletto deputato al Reichstag con il Partito Socialdemocratico di Germania nel 1903, e in breve tempo divenne uno dei principali esponenti del partito. Durante la prima guerra mondiale fece parte della componente maggioritaria di Friedrich Ebert, che sosteneva lo sforzo bellico, in opposizione alla componente pacifista di Karl Liebknecht. Nell'ottobre 1918, con l'approssimarsi della sconfitta, venne formato un governo sotto la guida del principe Max von Baden composto anche da socialdemocratici, di cui Scheidemann fece parte come ministro senza portafoglio.
Il 9 novembre il Kaiser abdicò; in seguito all'abdicazione il cancelliere Max von Baden rassegnò le dimissioni in favore del leader socialdemocratico Friedrich Ebert; nonostante quest'ultimo avesse intenzione di continuare a sostenere la monarchia, installando al potere uno dei nipoti del Kaiser, di fronte all'imminente prospettiva di una rivoluzione in caso di mancata azione da parte dell'SPD, Scheidemann prese l'iniziativa e, affacciandosi a un balcone del Reichstag, proclamò la Repubblica Tedesca.
Divenuto capo del Governo Provvisorio nei mesi successivi alla proclamazione della Repubblica, Scheidemann fu nominato Cancelliere dall'Assemblea nazionale riunita a Weimar il 13 febbraio 1919, alla guida di un governo di coalizione con presenze minoritarie di liberali e cattolici conservatori. Si dimise tuttavia solo pochi mesi dopo, il 20 giugno, in contrasto con il Trattato di Versailles, ritenuto eccessivamente punitivo.
Non ebbe più incarichi nel governo federale, anche se restò attivo in politica, come sindaco di Kassel dal 1919 al 1925, quindi nuovamente come deputato del Reichstag.
Esule in Danimarca in seguito alla presa di potere da parte dei nazisti nel 1933, morì a Copenaghen nel novembre del 1939, poco dopo lo scoppio della seconda guerra mondiale.